# دانيال جاي بيرنستاين
دانيال جاي بيرنستاين (بالإنجليزية: Daniel J. Bernstein)‏ هو مصرفي الاستثمار ‏ أمريكي، ولد في 20 سبتمبر 1918 في نيويورك في الولايات المتحدة، وتوفي في 20 أغسطس 1970 في سكيرديل في الولايات المتحدة.